# Proaza
Proaza és un conceyu de la Comunitat Autònoma del Principat d'Astúries. Limita al nord amb Santo Adriano i Grado, al sud amb Teberga i Quirós, a l'oest amb Yernes y Tameza i Teberga i a l'est amb Quirós.

## Història

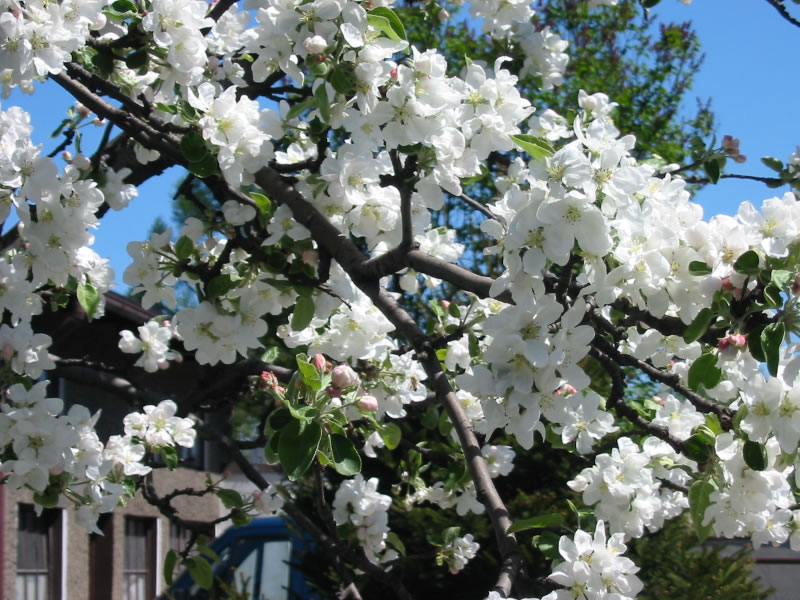
Pomer en flor

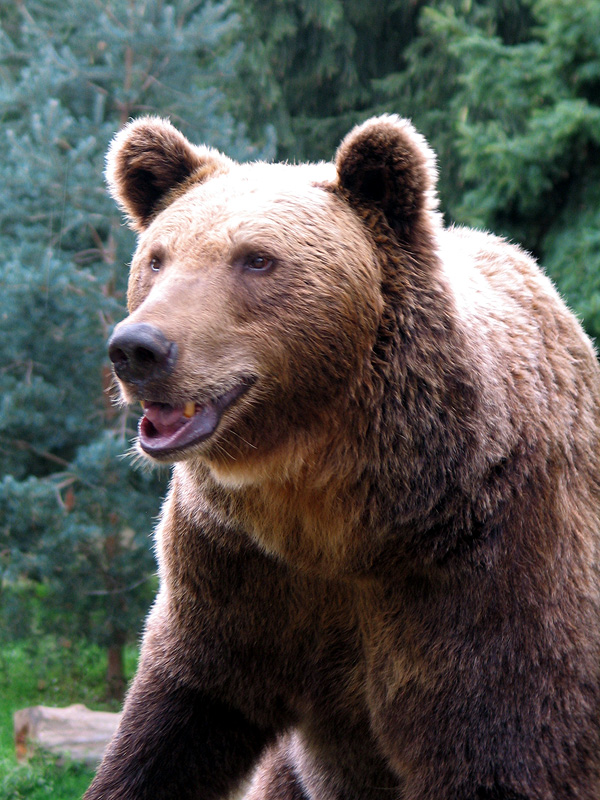
Ós bru

No és Proaza terra de descobriments importants, encara que s'han trobat troballes soltes que ens traslladen a l'època paleolítica. Dintre d'aquestes troballes tenim els materials relacionats amb la construcció d'instruments lítics i oposats en Samartín, Los Teyeros i el Castrillón. També s'han trobat nuclis a Bustiellu, Caranga de Arriba i Valdearenas. Prop de la capital, a La Cueva apareixen restes de talles i làmines associades a restes òssies. Finalment són de destacar els cinc conjunts tumulares trobats en el concejo, en el llac de Barreda, en el port de Sograndio, en Ranón, en la Creu i en el serral de Canal Seca.
De l'edificació castrense van ser trobats diversos assentaments en L'Arbeal, Serande, El Picu'El Castiellu, El Picu'Castru i Bustiellu. El que no podem afirmar de tots ells és l'etapa a la qual es corresponen, podent ser de l'època preromànica o romànica. De clara reminiscència romana va ser la troballa d'un as de bronze a Bandujo.
En l'època medieval Proaza va ser centre estratègic en la comunicació entre Astúries i l'altiplà central, cobrant gran protagonisme en diverses ocasions. Els camins triats per al trajecte eren a través de La Taula, de la qual encara es conserven trams de l'antiga calçada, i a través de Quirós creuant el Port de Ventana. A més, encara perduren en el concejo diverses torres medievals que proven el lloc estratègic del territori.
De l'etapa de la Monarquia Asturiana es creu que Proaza va ser la terra on va morir el governador musulmà Munuza quan estava realitzant la seva fugida cap a l'altiplà per La Mesa, sofrint una emboscada a Olalíes, on es pensa que va perdre la vida.
Les primeres notícies documentades referides a terrenys del concejo apareixen durant l'etapa medieval, on es produïxen nombroses donacions de terres de la zona com la de 863 en les quals es donen les terres de Uandugio, Pruazia i Xaranga. D'esment especial és el succés esdevingut amb l'aixecament del Comte Gonzalo Peláez contra Alfons VII de Castella i que va resistir dos anys en el castell de Proaza, sent derrotat en 1135. Va pertànyer Proaza, com molts altres concejos asturians, a la bisbalia asturiana, encara que aquí es van desenvolupar moviments en contra d'aquest domini eclesiàstic, sent destacables els esdeveniments esdevinguts durant temps d'Enric II de Castella, on el poble va protestar de manera clara.
Aquesta situació va durar fins a l'any 1581 en el qual gràcies a la desamortització portada a terme per Felip II, Proaza es va independitzar de l'Església, constituint-se en ajuntament el 16 de juliol d'aquest any, quedant fora d'aquesta jurisdicció els vedats senyorials de Llendelafaya i Llinares que serien incorporats en 1827. Proaza ingressa d'aquesta manera en la Junta General del Principat d'Astúries.
En 1812 es crea en Proacina un ajuntament independent, incorporant-se definitivament i conjuntament amb la parròquia de Caranga, que depenien de Santo Adriano, a Proaza el 16 de juny de 1859. En el segle xx Proaza va seguir sent lloc de passada del ferrocarril que unia les mines de Quirós amb la fàbrica de Trubia i del carbó de Teberga. Important per a la vida del concejo va ser també la construcció de la central elèctrica esdevinguda pels anys seixanta que va dinamitzar la vida econòmica de la zona.

## Geografia
L'àrea muntanyenca en el qual s'endinsa el concejo està format per una sèrie de cordalés molt desenvolupats i perpendiculars a la Serralada Cantàbrica, obrint-se camí entre ells el riu Trubia que dibuixa belles vegas en el seu trajecte. S'origina d'aquesta manera una orografia amb grans diferències en la qual podem observar suaus vegues i escarpades pendents. Más del 60% del terreny té una altitud major als 400 metres, sent d'un 16% la proporció que supera els 1.200 metres. Així mateix cal destacar que la meitat de la superfície del concejo té un pendent major al 50%. Entre els sistemes muntanyencs del concejo destacarem La Pena Sobia en el sud, que conté l'altitud màxima amb 1.489 metres, les estribaciones de l'Aramo per l'est donant com altures més destacades el picu Cuornu amb 1.169 metres, el Picu Forcada amb 1.111 metres i la de La Verd amb 1.177 metres. Per l'oest ens trobem amb la serra de Tameza sent els seus becs més importants, l'Oubio amb 1.363 m, el Picupelau amb 1354m, el Pegaruces amb 1.161 m, i el Pedregal amb 1.120 metres. Al fons de la vall del Trubia es troben dues vegas situades entre els 200 i 400 metres: La de Caranga i la de Proaza.

### Hidrografía
El seu principal riu és el riu Trubia, ja comentat anteriorment, i és el principal accident fluvial del concejo. Forma una bella vall durant el seu trajecte i de vegades s'encaixa en impossibles tallades destacant la de Penaxuntas donant lloc a congosts increïbles. Altres rius d'importància són el Murias, el Villamexín, el Serande i el Sama que és l'únic que no dona les seves aigües al Trubia.

### Clima
Tan singular relleu provoca diversitats climàtiques respecte a la zona que ens trobem, bé sigui en les zones altes del concejo o en les seves valls, sent en aquestes últimes zones més benèvol el temps, amb hiverns més temperats i estius càlids i secs. També són destacables de la zona baixa l'abundància de boira.

### Vegetació
Quan la seva vegetació també existeixen diferències segons ens trobem en zones ombrívoles on predominen els boscos de roure i de castany, o bé zones assolellades on existeixen alzina, vern, freixe, salze, om. També es donen cultius d'arbres fruiters com la pomera i avellaner, sent la poma de Proaza de molt bona qualitat per a l'elaboració d'un producte tan propi i característic de la nostra regió com és la sidra.

## Parròquies
El concejo de Proaza es divideix en 8 parròquies: 
| - Bandujo - Caranga | - Linares - Proacina | - Proaza - San Martín | - Sograndio - Traspeña |

## Evolució demogràfica
L'evolució demogràfica en el concejo ha sofert una greu reculada des de meitat del segle xx en el qual es produïx un descens continuat i constant de la població fins a arribar als 795 habitants actuals. Des que en 1900 arribés al seu màxim històric amb 3.566 habitants, aquesta xifra es va mantenir més o menys igualada fins als anys 50, en els quals les proximitats dels centres industrials de la regió, especialment d'Oviedo, accelera el procés de despoblació donant en l'actualitat una piràmide de població invertida on la majoria de la població és major als 50 anys. De tots els nuclis del concejo, la capital ha estat, sens dubte, la qual menys ha sofert tot aquest procés involutiu, quedant petits pobles pràcticament deserts.

## Economia
Dins de l'activitat econòmica del municipi cal destacar com el sector primari, determinant i majoritari en la vida de Proaza durant molt temps ha anat perdent pes amb el pas dels anys, si bé encara avui és el sector majoritari de la població del concejo, generant un total del 55,6% de les ocupacions locals. La ramaderia és la principal activitat que es treballa, sent la cabanya bovina amb una doble orientació mixta càrnia-làctia la predominant. El sector secundari i de la construcció empra a un total del 14,07% de la població activa. El sector terciari de serveis, aquí representa a un 30,33% de les ocupacions locals. És de destacar no obstant això, l'obertura de la ruta de l'os, que pot rellançar un poc el turisme en la zona.

## Política
El concejo de Proaza, és un concejo tradicionalment socialista, des de 1979 aquest partit ha estat el qual ha governat el concejo en major nombre de legislatures, encara que el Partit Popular, amb coalicions amb partits regionals i locals, va governar des de 1995 fins a 2007. (Vegeu Llista d'alcaldes de Proaza). L'actual alcalde socialista és Ramón Fernández García.
|      | PSOE | PP | Altres | Total |
| ---- | ---- | -- | ------ | ----- |
| 2003 | 3    | 2  | 2      | 7     |
| 2007 | 4    | 2  | 1      | 7     |